# Prat de Basturs
El Prat de Basturs, o els Prats de Basturs, és un paratge del terme municipal d'Isona i Conca Dellà, en el lloc on es trobaven els antics termes de Conques, Orcau i Sant Romà d'Abella.
El lloc és a ponent del poble de Sant Romà d'Abella i al sud-oest del seu barri de les Masies de Sant Romà, al nord-oest del Camp d'Abella i al sud-est dels Estanys de Basturs.